# Silvio Varviso
Silvio Varviso (Zurich, 26 février 1924 - Anvers, 1er novembre 2006) était un chef d'orchestre de nationalité suisse, particulièrement associé au répertoire italien et allemand.

## Biographie
Silvio Varviso étudie au Conservatoire de musique de sa ville natale avec W. Frey (piano) et H. Rogner (direction d'orchestre), puis se perfectionne ensuite à Vienne avec Clemens Krauss.
Il fait ses débuts comme assistant en 1944 au théâtre de Saint-Gall, où il est nommé chef deux ans plus tard. Il devient ensuite premier chef à l'Opéra de Bâle en 1950, puis directeur musical de 1956 à 1962. Sa carrière prend alors un essor international, avec des apparitions à Berlin, Hambourg, Paris, Londres, Glyndebourne, Munich, Vienne, etc. Il débute au San Francisco Opera en 1959, et au Metropolitan Opera de New York en 1961, marquant aussi les débuts de Joan Sutherland dans Lucia di Lammermoor.
Il est premier chef à l'Opéra royal de Stockholm de 1965 à 1971, puis en 1972, il est nommé premier chef de l'Opéra de Stuttgart, où il demeure jusqu'en 1980, puis devient directeur musical au palais Garnier jusqu'en 1985.
Dirigeant essentiellement le répertoire italien, il élargit son répertoire à partir de 1969, et aborde les opéras de Wagner et dirige alors régulièrement au Festival de Bayreuth jusqu'en 1974.
Durant les années 1990, il retourne graduellement vers le répertoire italien, et dirige surtout en Belgique.

## Sources
- Alain Pâris, Le Dictionnaire des interprètes, Robert Laffont, 1989.  (ISBN 2-221-06660-X)